# Перемовник (фільм)
«Перемовник» (англ. The Negotiator, також інший варіант перекладу — Посередник) — американсько-німецький кримінальний бойовик режисера Фелікса Ґері Ґрея, що вийшов 1998 року. У головних ролях Семюел Л. Джексон, Кевін Спейсі.
Сценаристом були Джеймс ДеМонако і Кевін Фокс, продюсерами — Девід Гоберман і Арнон Мілчен. Вперше фільм продемонстрували 29 липня 1998 року у США і Канаді.
В Україні у кінопрокаті фільм не демонструвався. Переклад та озвучення українською мовою зроблено «Студією ТВ+» на замовлення телеканалу ICTV.

## Сюжет
Денні Ромен — один із найкращих перемовників у справах захоплення заручників у Чикаго. Проте його звинувачуються у вбивстві, і в Денні не залишається іншого вибору, як з'ясувати правду. Тому він сам захоплює заручників і барикадується на 20-му поверсі чиказького хмарочоса, вимагаючи такого самого професійного, проте незнайомого перемовника.

## У ролях
| Актор             | Персонаж                                        | Роль                                    |
| ----------------- | ----------------------------------------------- | --------------------------------------- |
| Семюел Л. Джексон | Денні Ромен англ. Danny Roman                   | лейтенант чиказької поліції, перемовник |
| Кевін Спейсі      | Кріс Себіан англ. Chris Sabian                  | лейтенант поліції, перемовник           |
| Девід Морс        | Адам Бек англ. Adam Beck                        | поліцейський                            |
| Рон Ріфкін        | Ґрант Фрост англ. Grant Frost                   | поліцейський                            |
| Джон Спенсер      | Аль Тревіс англ. Al Travis                      | шеф поліції                             |
| Джей Ті Волш      | Теренс Нейбаум англ. Terence Niebaum            | інспектор                               |
| Шивон Феллон      | Меґґі англ. Maggie                              | адміністративна помічниця Денні Ромена  |
| Пол Джаматті      | Руді Тіммонс англ. Rudy Timmons                 | дрібний шахрай                          |
| Майкл Кадлітц     | Палермо англ. Palermo                           |                                         |
| Дін Норріс        | Скотт англ. Scott                               | офіцер SWAT                             |
| Пол Ґілфойл       | Натан «Нейт» Роенік англ. Nathan 'Nate' Roenick | поліцейський                            |

## Сприйняття

### Критика
Фільм отримав позитивні відгуки: Rotten Tomatoes дав оцінку 75 % на основі 58 відгуків від критиків (середня оцінка 6,8/10) і 79 % від глядачів із середньою оцінкою 3,4/5 (129,079 голосів). Загалом на сайті фільми має позитивний рейтинг, фільму зарахований «стиглий помідор» від кінокритиків і «попкорн» від глядачів, Internet Movie Database — 7,3/10 (87 787 голосів), Metacritic — 62/100 (23 відгуки критиків) і 7,9/10 від глядачів (24 голоси). Загалом на цьому ресурсі від критиків і від глядачів фільм отримав позитивні відгуки.

### Касові збори
Під час показу у США, що розпочався 31 липня 1998 року, протягом першого тижня фільм був показаний у 2,436 кінотеатрах і зібрав 10,218,831 $, що на той час дозволило йому зайняти 4 місце серед усіх прем'єр. Фільм зібрав у прокаті у США 44,547,681  доларів США (за іншими даними 44,705,766 $), а у решті світу 4,400,000 $, тобто загалом 49,105,766 $ при бюджеті 50 млн $.

### Нагороди і номінації[10]
| Рік  | Нагорода                         | Категорія                                                     | Номінант          | Результат |
| ---- | -------------------------------- | ------------------------------------------------------------- | ----------------- | --------- |
| 1999 | Премія «Сатурн»                  | Найкращий пригодницький фільм, бойовик чи трилер              | стрічка           | Номінація |
| 1999 | American Black Film Festival     | Найкращий фільм                                               | стрічка           | Перемога  |
| 1999 | American Black Film Festival     | Найкращий режисер                                             | Фелікс Гері Грей  | Перемога  |
| 1999 | American Black Film Festival     | Найкращий актор                                               | Семюел Л. Джексон | Номінація |
| 1999 | Blockbuster Entertainment Awards | Улюблений актор — бойовик/пригоди                             | Семюел Л. Джексон | Номінація |
| 1999 | Image Awards                     | Видатне виконання головної чоловічої ролі у художньому фільмі | Семюел Л. Джексон | Номінація |
| 1999 | Motion Picture Sound Editors     | Найкращий звуковий монтаж — звукові ефекти і фолі             |                   | Номінація |
| 1999 | Motion Picture Sound Editors     | Найкращий звуковий монтаж — діалог і ADR                      |                   | Номінація |

## Виноски
1. 1 2 3  The Negotiator: Release Info (англ.). Internet Movie Database. Процитовано 12 січня 2014.
2. 1 2 3 4  The Negotiator (англ.). The Numbers. Архів оригіналу за 12 січня 2014. Процитовано 12 січня 2014.
3. 1 2  The Negotiator (англ.). Internet Movie Database. Процитовано 12 січня 2014.
4. ↑  The Negotiator (англ.). AllMovie. Процитовано 12 січня 2014.
5. ↑  The Negotiator: Full Cast & Crew (англ.). Internet Movie Database. Процитовано 12 січня 2014.
6. ↑  Переговорщик. Премьеры (рос.). КиноПоиск. Процитовано 12 січня 2014.
7. ↑  The Negotiator (англ.). Rotten Tomatoes. Процитовано 12 січня 2014.
8. ↑  The Negotiator (англ.). Metacritic. Процитовано 12 січня 2014.
9. ↑  The Negotiator (англ.). Box Office Mojo. Процитовано 12 січня 2014.
10. ↑  The Negotiator: Awards (англ.). Internet Movie Database. Процитовано 12 січня 2014.